# Římskokatolická farnost Litobratřice
Římskokatolická farnost Litobratřice  je územní společenství římských katolíků s farním kostelem svatého Jiří ve znojemském děkanství.

## Historie farnosti
Kostel v Litobratřicích se poprvé připomíná již roku 1278. Současný kostel svatého Jiří byl vystavěn roku 1790 na místě zbořeného chrámu, ze kterého zůstala jen věž z přelomu 15. a 16. století.
V letech 2008–2009 se uskutečnila celková oprava kostela svatého Jiří. V první etapě v roce 2008 byla provedena oprava střechy nad chrámovou lodí, věže kostela a fasády nadokapní části věže. V druhé etapě v roce 2009 bylo provedeno odvlhčení obvodového zdiva kostela a svedení dešťové vody do dešťové kanalizace. Také se opravila fasáda, výplně stavebních otvorů a schody.

## Duchovní správci
Administrátorem excurrendo je od 1. srpna 2003 R. D. Mgr. Petr Bartoněk.

## Bohoslužby
| Kostel       | Místo        | Bohoslužba (den) | Hodina | Poznámka     |
| ------------ | ------------ | ---------------- | ------ | ------------ |
| svatého Jiří | Litobratřice | neděle           | 10.30  | Farní kostel |

## Aktivity ve farnosti
Dnem vzájemných modliteb farností za bohoslovce a bohoslovců za farnosti brněnské diecéze je 13. prosinec. Adorační den připadá na nejbližší neděli po 26. srpnu.
Ve farnosti se pravidelně koná tříkrálová sbírka. V roce 2017 činil její výtěžek 11 638 korun.
Farnost se v roce 2011 zapojila do projektu Noc kostelů.